# Буддаброт

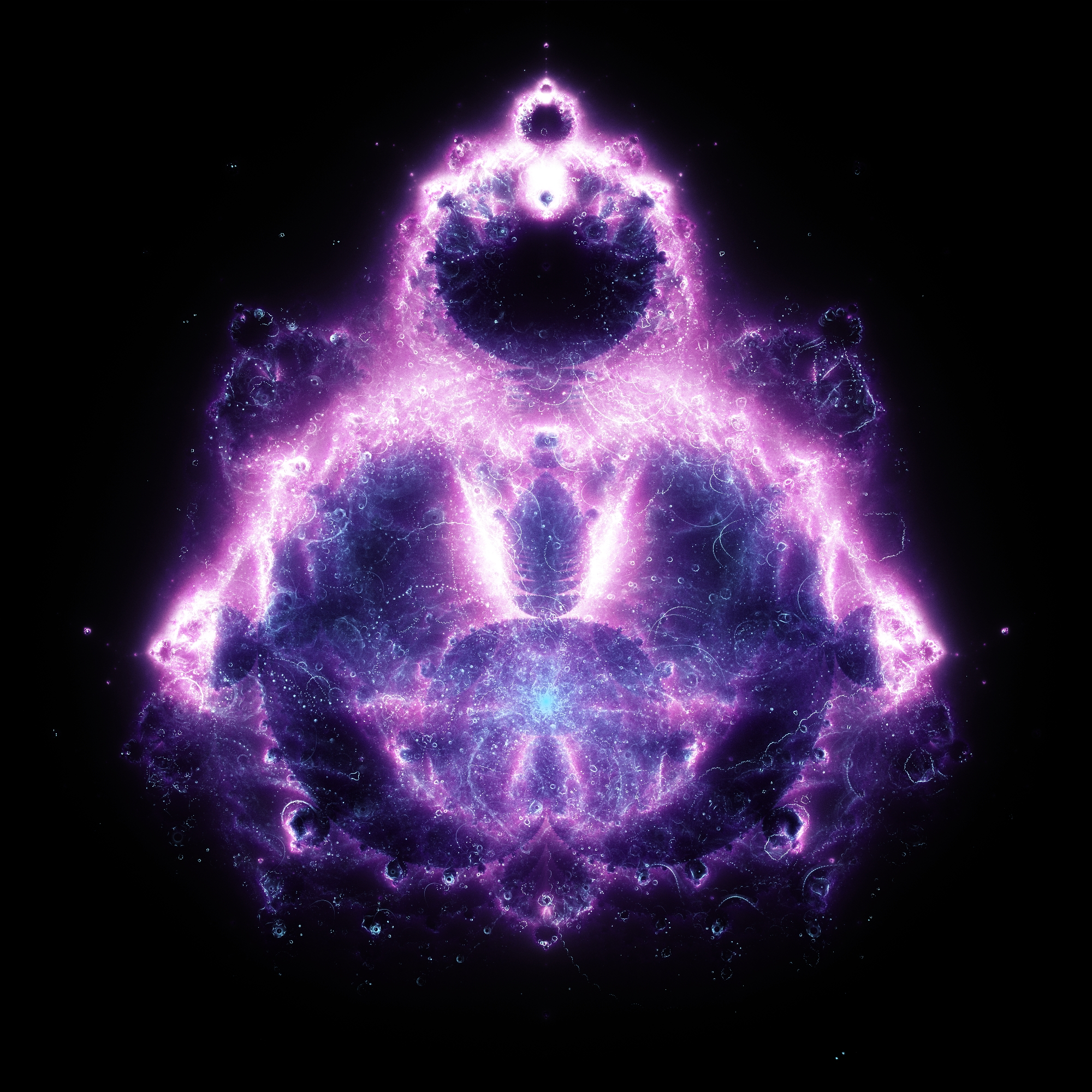
Прорахований з великою кількістю ітерацій «Буддаброт»

Буддабро́т — особливе представлення фрактальної множини Мандельброта, що нагадує зображення Будди. Якщо перевернути Буддаброт догори ногами, то він нагадує людську особу з великими трикутними окулярами поверх очей.

## Відкриття
Техніка візуалізації Буддаброта була відкрита й описана в 1993 р. в пості Мелінди Грін в групу Usenet  sci.fractals, яка писала:
Якби я була релігійною людиною, то я напевно б прийняла це як знак зверху… 
Попередні дослідники підійшли близько до виявлення точної техніки зображення Буддаброта. В 1988 Лінас Вепстас (Linas Vepstas) передав зображення Буддаброта Кліфу Пайковеру (Cliff Pickover) як ілюстрацію в книгу Пайковера «Комп'ютери, Модель, Хаос, і Краса», що привело до відкриття стебел Пайковера. Ці дослідники першими звернули увагу на траєкторії, які видавали примарні форми, що нагадують про індійське мистецтво. Мелінда Ґрін спочатку назвала ці траєкторії Ганеша, тому що її індійський співробітник «негайно визнав у них слоноголового бога Ганешу». Назву Буддаброт придумав пізніше Лорі Ґарді (Lori Gardi).

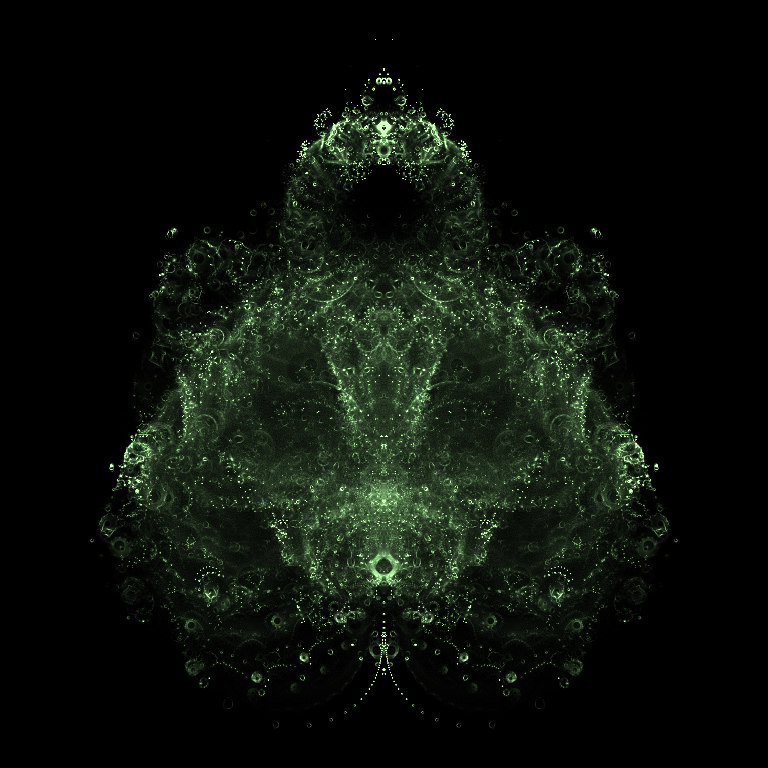
Буддаброт з невеликою кількістю прорахованих ітерацій

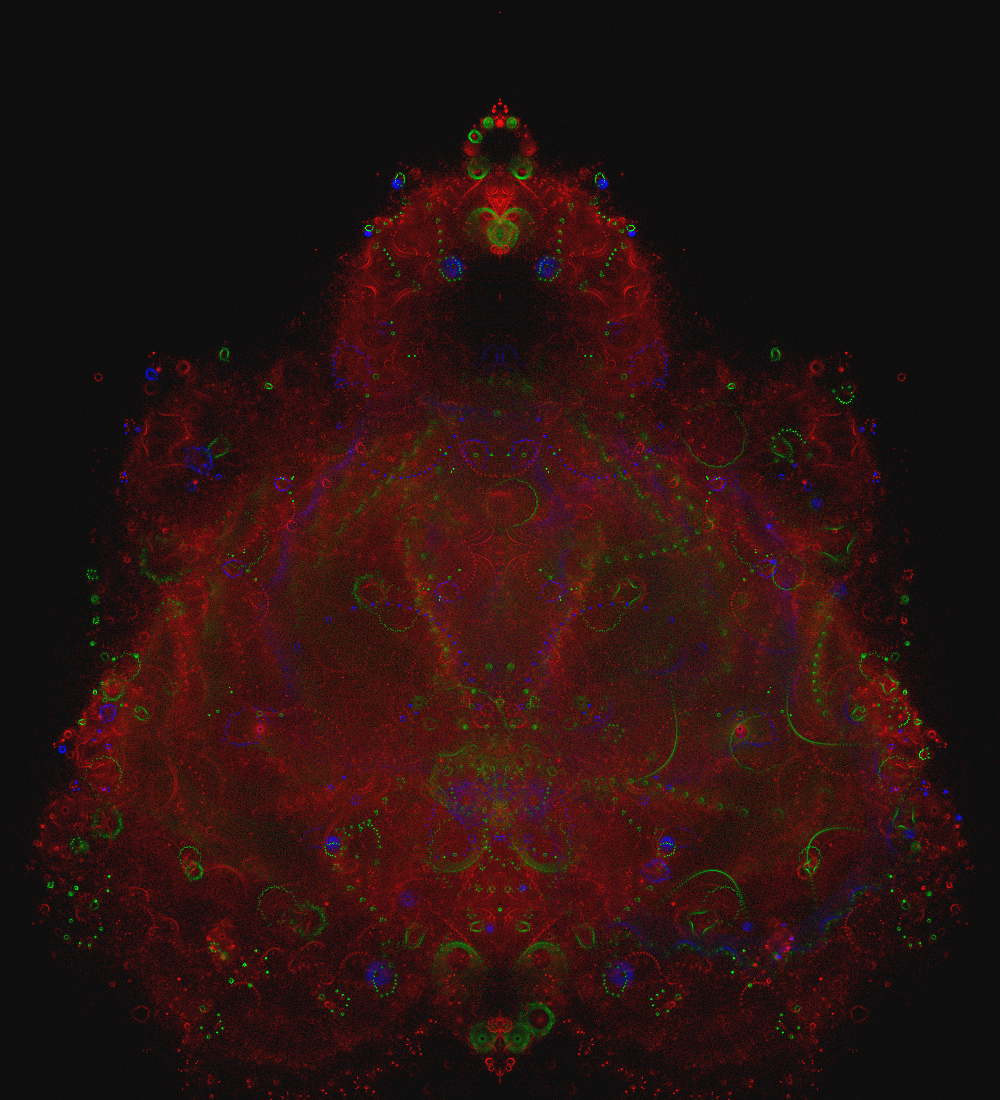
Буддаброт у RGB

## Метод одержання Буддаброта
Математично, множина Мандельброта складається із множини точок {\displaystyle c} у площині комплексних чисел, для яких ітераційно визначена послідовність
{\displaystyle z_{n+1}={z_{n}}^{2}+c},
де z0 = 0, не прямує до нескінченості.